# Dávid Tencer

David Tencer - biskupský erb

Dávid Bartimej Tencer (* 18. května 1963) je slovenský kapucínský misionář, který od 31. října 2015 zastává úřad biskupa Reykjavíku. Na Island přišel v roce 2004 založit kapucínské misie.